# Sint-Truiden
Sint-Truiden (fra. Saint-Trond) grad je u Belgiji. Nalazi se u regiji Flandriji. U povijesnom središtu grada, nad kojim se uzdiže vitki toranj gotičke katedrale, nalaze se lijepe stare zgrade.

## Vanjske poveznice
- Službena stranica  Arhivirana inačica izvorne stranice od 3. veljače 2011. (Wayback Machine) (nizoz.) (fr.) (engl.) (njem.)

### Ostali projekti
|  | Zajednički poslužitelj ima još gradiva o temi Sint-Truiden |